# Golestan (città)
Golestān (farsi گلستان) è una città dello shahrestān di Baharestan, circoscrizione di Golestan, nella provincia di Teheran in Iran. Aveva, nel 2006, una popolazione di 231.882 abitanti. 